# Adnan Özbal

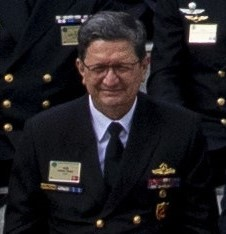
Admiral Adnan Özbal

Adnan Özbal (* 1958 in Istanbul) ist ein türkischer Vizeadmiral, der unter anderem von 2013 bis 2014 Befehlshaber der Küstenwache (Türk Sahil Güvenlik Komutanlığı) war und seit 2014 Oberbefehlshaber des Trainings- und Ausbildungskommandos (Deniz Eğitim ve Öğretim Komutanlığı) der Marine (Türk Deniz Kuvvetleri) ist.

## Leben

### Offizier und Stabsoffizier
Özbal trat nach dem Schulbesuch 1973 in die Seekadettenanstalt (Türk Deniz Kuvvetleri) ein und begann im Anschluss seine Ausbildung zum Seeoffizier an der Marineschule (Deniz Harp Okulu), die er 1980 als Leutnant zur See (Teğmen) abschloss. Nach einer darauf folgenden Verwendung zwischen 1980 und 1981 auf der TCG İstanbul war er von 1981 bis 1983 Elektronikoperationsoffizier auf der TCG Mareşal Fevzi Çakmak sowie zwischen 1983 und 1985 Erster Offizier des Schnellbootes TCG Şahin. 
Nachdem er von 1986 bis 1987 Kommandant der zur Küstenwache gehörenden TCSG 22 war, absolvierte Özbal von 1987 bis 1989 die Marineakademie (Deniz Harp Akademisi) und war anschließend von 1989 bis 1991 Sektionsleiter für Operationen des Schnellbootgeschwaders. Danach folgte zwischen 1991 und 1993 eine Verwendung als Kommandant der TCG Şahin sowie von 1993 bis 1995 als Projektoffizier der Nachrichtendienst-Abteilung im Generalstab der Türkei.
1995 wurde Özbal, der 1995 auch ein Diplom der Fakultät für Wirtschaftswissenschaften der Anadolu Üniversitesi erwarb, Kommandant des Flugkörperschnellbootes TCG Rüzgar (P 344) und war danach zwischen 1996 und 1999 Projektoffizier für Übungen im Hauptquartier der NATO-Angriffs- und Unterstützungskräfte für Südeuropa STRIKFORSOUTH (Naval Striking and Support Forces Southern Europe) in Neapel sowie von 1999 bis 2003 Referatsleiter für Projekte und Finanzprogramme der Abteilung für Grundsatzplanung im Oberkommando der Marine. Danach fungierte er zwischen 2003 und 2005 als Kommandeur der 2. Schnellboot-Flottille sowie von 2005 bis 2006 als Leiter der Logistikabteilung des Marineregionalkommandos Nord (Kuzey Deniz Saha Komutanlığı) in Istanbul, ehe er zwischen 2006 und 2008 Leiter der dortigen Operationsabteilung wurde.

### Aufstieg zum Vizeadmiral
Nach seiner Beförderung zum Flottillenadmiral (Tuğamiral) 2008 fungierte Özbal von 2008 bis 2010 als Chef des Stabes des Marineregionalkommandos Nord sowie im Anschluss zwischen 2010 und 2011 als Kommodore des Schnellbootgeschwaders (Hücumbot Filosu ) und dann von 2011 bis 2012 als Leiter der Abteilung für Personalplanung und Personalverwaltung im Oberkommando der Marine.
2012 wurde Özbal zum Konteradmiral (Tümgeneral) befördert und übernahm das Amt des Kommandanten der Marineschule (Deniz Harp Okulu). Am 12. August 2013 wurde er Nachfolger von Konteradmiral Hasan Uşaklıoğlu als Befehlshaber der Küstenwache (Türk Sahil Güvenlik Komutanlığı) und verblieb auf diesem Posten bis zu seiner Ablösung durch Konteradmiral Hakan Üstem am 12. August 2014.
Nach der Beförderung zum Vizeadmiral (Koramiral) wurde Özbal schließlich am 12. August 2014 Befehlshaber des Trainings- und Ausbildungskommandos der Marine (Deniz Eğitim ve Öğretim Komutanlığı). Am 30. August 2015 wurde er zum Stabschef des Türkischen Marinekommandos berufen und am 22. August 2017 wurde er der 26. Oberbefehlshaber der türkischen Marine.
Özbal, dem unter anderem die NATO-Medaille verliehen wurde, ist verheiratet und Vater einer Tochter.